# Liste des camps d'internement de « nomades » en France
Pour l’article homonyme, voir Camp de concentration.
Liste de sites où fut réalisé l'internement de « nomades », plus exactement les ethnies Manouches, Gitans, Yéniche, Sintès, etc. nomades, semi-nomades ou sédentarisés (urbain, agricole, forains...) exclusivement ou conjointement à d'autres catégories d'internés (précaires, étrangers, personnes en situations de handicap, juifs, communistes, résistants, etc.), pendant la Première Guerre mondiale et surtout lors du porajmos (génocide rom) pendant la Seconde Guerre mondiale,,

## Première Guerre mondiale

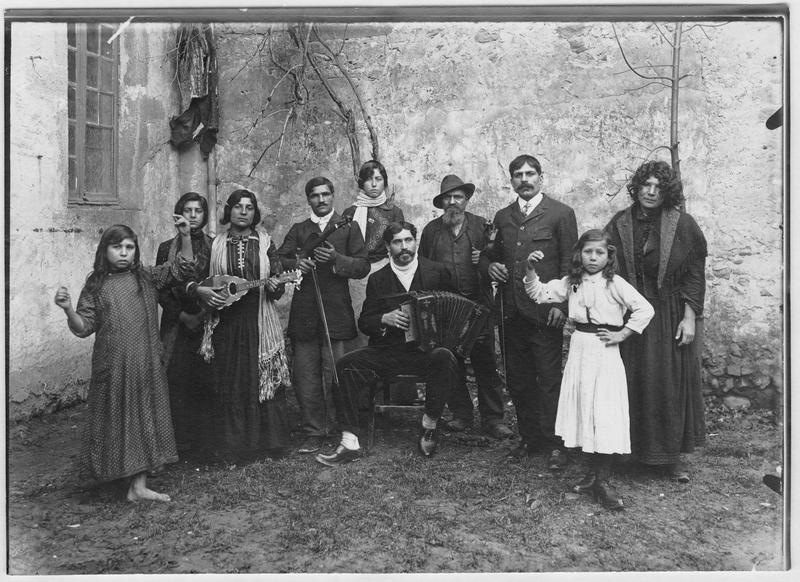
Groupe de musiciens tziganes au camp de Crest.

- Camp de Crest (Drôme, 1915-1919)[5]

## Seconde Guerre mondiale

### Auvergne-Rhône-Alpes
- Fort Barraux (Isère)
- Fort du Paillet - Dardilly (Rhône)[6]
- Camp de Vénissieux (Rhône)[7],[8] (plaque commémorative pour Tsiganes et étrangers présente en avril 2012 pour être remplacée par une autre plaque sans mention des Tsiganes la même année).

### Bourgogne-Franche-Comté
- Camp de Moloy (Côte-d'Or)[9]
- Camp de Saint-Maurice-aux-Riches-Hommes (Yonne)[10]
- Camp de la forêt de Chaux à Étrepigney (Jura)[11]
- Camp d'Arc-et-Senans (Doubs)[12]

### Bretagne
- Camp de Plénée-Jugon (Côtes-du-Nord)[13]
- Camp de Toulboubou à Pontivy (Morbihan)[14]
- Camp de Coray (Finistère)[15],[16]
- Camp de la rue Le Guen de Kérangal à Rennes (Ille-et-Vilaine)[17],[18]

### Centre-Val-de-Loire
- Camp de la Morellerie à Avrillé-les-Ponceaux (Indre-et-Loire)[19]
- Camp de Jargeau (Loiret)[20]

### Grand Est
- Camp de Germaines (Haute-Marne)[21]
- Camp du Fort de Peigney (Haute-Marne)[22]

### Hauts-de-France
- Camp de Royallieu à Compiègne (Oise) : déportation vers Auschwitz et internement.

### Île-de-France
- Camp de Linas-Montlhéry près de l'autodrome de Linas-Montlhéry (Seine-et-Oise)[23]

### Normandie
- Camp de la Cité de la Mine à Barenton (Manche)[24]
- Camp de Louviers (Eure)[25]
- Camp de Darnétal (Seine-Maritime)[26]

### Nouvelle-Aquitaine
- Camp de Mérignac à Mérignac (Gironde)
- Camp du Sablou à Fanlac (Dordogne) (zone libre)[27]
- Camp de Gurs (Basses-Pyrénées) (zone libre)[28]
- Camp de Saint-Paul-d'Eyjeaux (Haute-Vienne)[29]
- Camp de Boussais (Deux-Sèvres)[30]
- Camp de Nexon (Limousin)[31]
- Camp de la route de Limoges à Poitiers (Vienne)
- Camp des Alliers à Angoulême (Charente)[32]

### Occitanie
- Camp de Saint-Hippolyte-du-Fort (Gard)[33]
- Camp de Langlade (Gard)[33]
- Camp de Garrigues (Gard)[33]
- Camp du Mas-Boulbon à Nîmes (Gard)[33]
- Camp d'Agde[34] (Hérault)
- Camp d'Argelès (Pyrénées-Orientales)
- Camp du Barcarès (Pyrénées-Orientales)[35]
- Camp de Rivesaltes (Pyrénées-Orientales)[36]
- Camp de Lannemezan (Hautes-Pyrénées)[37]
- Camp de Brens (Tarn)[38]
- Camp de Noé (Haute-Garonne)[39]
- Camp de Rieucros (Lozère)[40],[41]

### Pays de la Loire

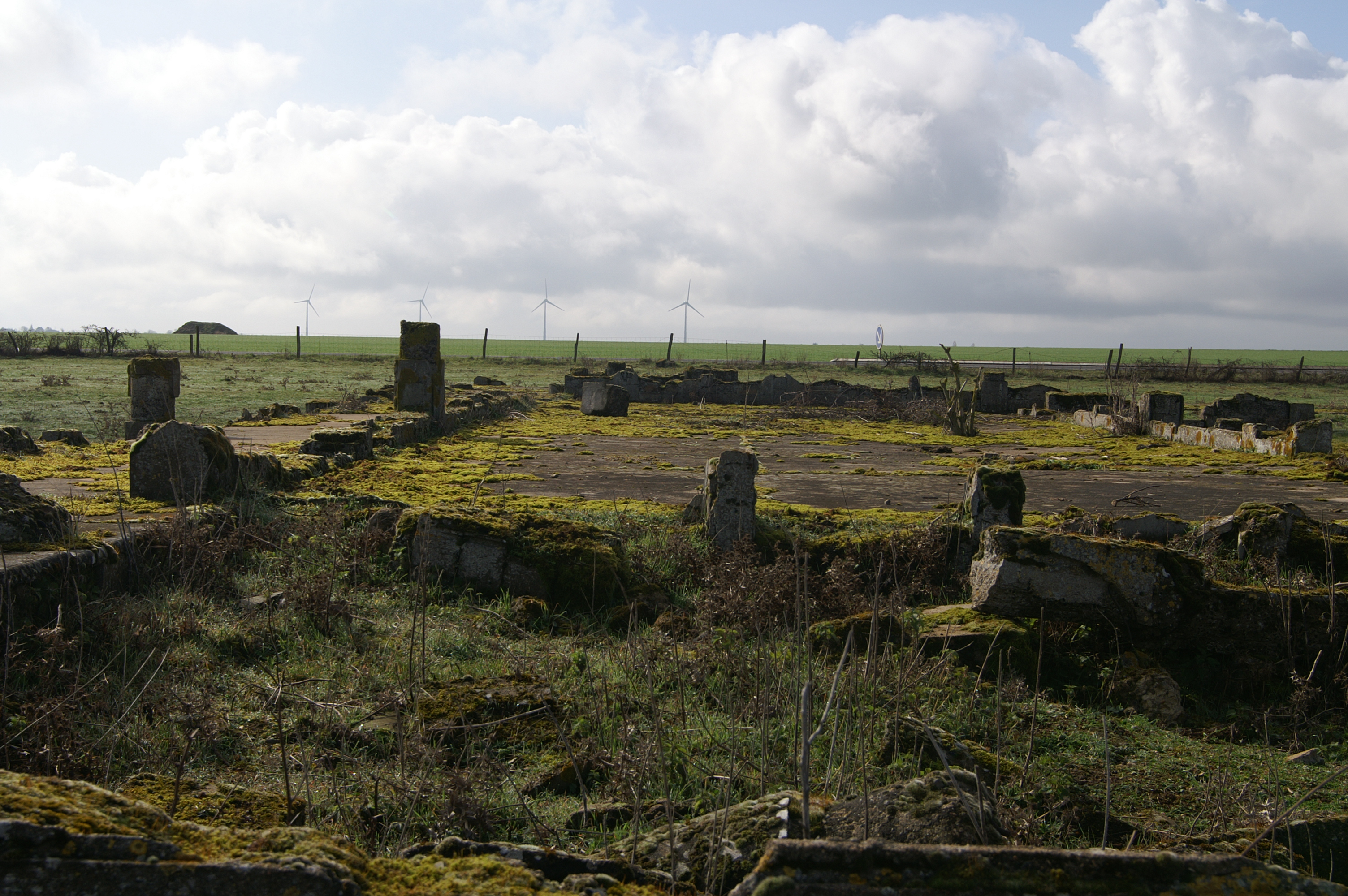
Ruines du camp de Montreuil-Bellay.

- Camp de la Forge à Moisdon-la-Rivière (Loire-Atlantique)[4]
- Camp de Choisel à Châteaubriant (Loire-Atlantique)
- Camp de Montreuil-Bellay (Maine-et-Loire)[42]
- Camp de la Mauditière à Grez-en-Bouère (Mayenne)[43]
- Camp de la Chauvinerie à Montsûrs (Mayenne)[44]
- Camp d'internement de nomades de la Pierre à Coudrecieux (Sarthe)[45]
- Camp de Mulsanne (Sarthe)
- Camp de Monsireigne (Vendée)[46]

### Provence-Alpes-Côte d'Azur
- Camp de Saliers à Arles (Bouches-du-Rhône)